# NGC 3116
NGC 3116 est une galaxie elliptique (lenticulaire ?) compacte située dans la constellation du Petit Lion. NGC 3116 a été découverte par l'astronome autrichien Johann Palisa en 1886.

## Caractéristiques
Sa vitesse par rapport au fond diffus cosmologique est de 6 680 ± 31 km/s, ce qui correspond à une distance de Hubble de 98,5 ± 6,9 Mpc (∼321 millions d'al).